# Phil Esposito
Philip Anthony „Phil“ Esposito (ur. 20 lutego 1942 w Sault Ste. Marie, Ontario) – kanadyjski hokeista pochodzenia włoskiego. Reprezentant Kanady. Trener i działacz hokejowy.

## Życie prywatne
Jego brat Tony (ur. 1943) także był hokeistą na pozycji bramkarza.
Jego córka Carry była żoną rosyjskiego hokeisty Aleksandra Sieliwanowa (30 stycznia 2012 zmarła w wieku 43 lat w wyniku pęknięcia tętniaka aorty brzusznej).

## Kariera
- Sault Ste. Marie Algoma (1959-1960)
- Sarnia Legionnaires (1960-1961)
- St. Catharines Teepees (1961-1962)
- Sault Ste. Marie Greyhounds (1962)
- St. Louis Braves (1963-1964)
- Chicago Blackhawks (1964-1967)
- Boston Bruins (1967-1975)
- New York Rangers (1975-1981)

W rozgrywkach NHL występował przez 18 sezonów, w trakcie których rozegrał 1412 spotkań - uzyskał w nich 1727 punktów za 778 goli i 949 asyst.
Uczestniczył w turniejach Summit Series 1972, Canada Cup w 1976 oraz mistrzostw świata w 1977 (w 1977 był kapitanem kadry, wystąpił wraz z bratem Tonym).

## Kariera trenerska i działacza
- New York Rangers (1980-1981), asystent trenera
- New York Rangers (1986-1987), menedżer generalny, I trener
- New York Rangers (1987-1989), menedżer generalny
- Tampa Bay Lightning (1991-1998), menedżer generalny

Po zakończeniu kariery rozpoczął karierę trenerską i menedżerską. Wraz z bratem Tonym pracował w klubie Tampa Bay Lightning po jego założeniu.
Ponadto udzielał się jako komentator i analityk NHL w telewizji i radio oraz występował w audycjach telewizyjnych.

## Sukcesy
Reprezentacyjne
- Złoty medal Canada Cup: 1976

Klubowe

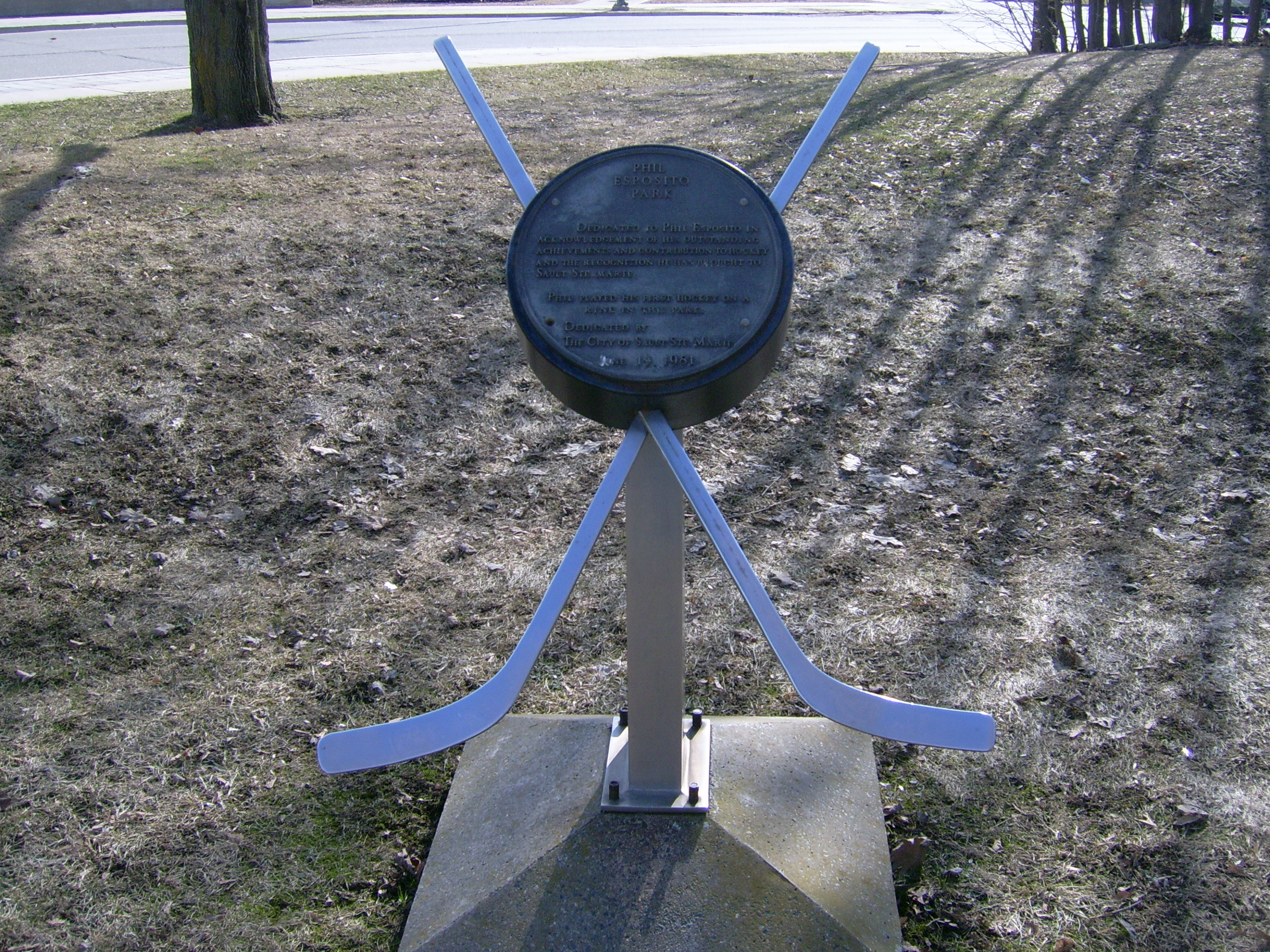
Pomnik w parku imienia Phila Esposito w Sault Ste. Marie

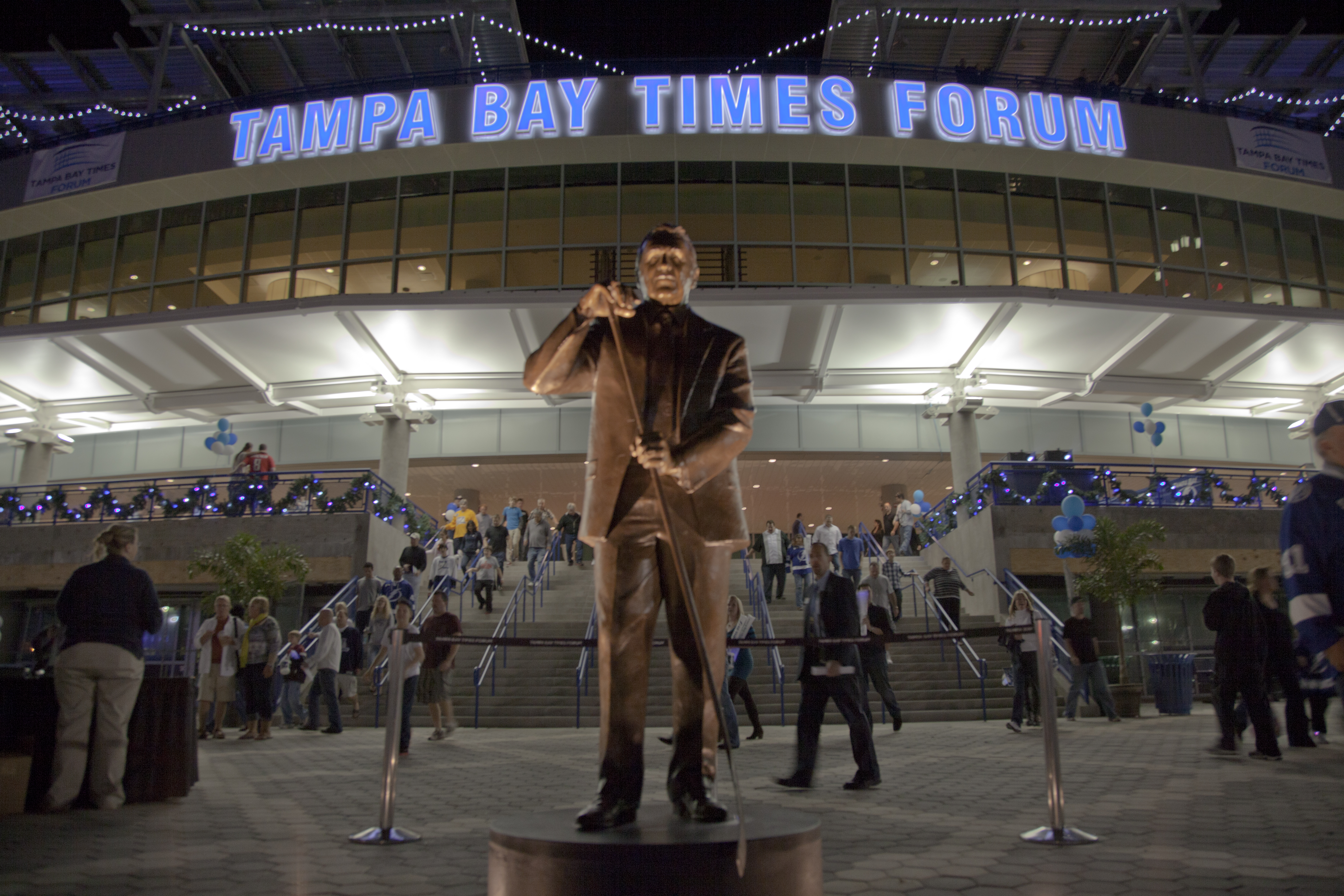
Pomnik Phila Esposito przed Tampa Bay Times Forum

- Prince of Wales Trophy: 1967 z Chicago Blackhawks, 1971, 1972, 1973 z Boston Bruins
- Mistrzostwo dywizji NHL: 1971, 1972, 1974 z Boston Bruins
- Puchar Stanleya: 1970, 1972 z Boston Bruins

Indywidualne
- NHL (1967/1968):
  - Pierwsze miejsce w klasyfikacji asystentów w sezonie zasadniczym: 49 asyst
  - Drugie miejsce w klasyfikacji kanadyjskiej w sezonie zasadniczym: 84 punkty
  - Drugi skład gwiazd
- NHL (1968/1969):
  - NHL All-Star Game
  - Drugie miejsce w klasyfikacji strzelców w sezonie zasadniczym: 49 goli
  - Drugie miejsce w klasyfikacji asystentów w sezonie zasadniczym: 77 asyst
  - Art Ross Memorial Trophy - pierwsze miejsce w klasyfikacji kanadyjskiej w sezonie zasadniczym: 126 punktów
  - Trofeum Harta - Najbardziej Wartościowy Zawodnik (MVP) w sezonie zasadniczym
  - Pierwszy skład gwiazd
- NHL (1969/1970):
  - NHL All-Star Game
  - Pierwszy skład gwiazd
- NHL (1970/1971):
  - NHL All-Star Game
  - Art Ross Memorial Trophy - pierwsze miejsce w klasyfikacji kanadyjskiej w sezonie zasadniczym: 152 punkty
  - Ted Lindsay Award - najlepszy zawodnik sezonu
  - Pierwszy skład gwiazd
- NHL (1971/1972):
  - NHL All-Star Game
  - Art Ross Memorial Trophy - pierwsze miejsce w klasyfikacji kanadyjskiej w sezonie zasadniczym: 133 punkty
  - Pierwszy skład gwiazd
- NHL (1972/1973):
  - NHL All-Star Game
  - Art Ross Memorial Trophy - pierwsze miejsce w klasyfikacji kanadyjskiej w sezonie zasadniczym: 130 punktów
  - Ted Lindsay Award - najlepszy zawodnik sezonu
  - Pierwszy skład gwiazd
- NHL (1973/1974):
  - NHL All-Star Game
  - Art Ross Memorial Trophy - pierwsze miejsce w klasyfikacji kanadyjskiej w sezonie zasadniczym: 145 punktów
  - Trofeum Harta - Najbardziej Wartościowy Zawodnik (MVP) w sezonie zasadniczym
  - Pierwszy skład gwiazd
- NHL (1974/1975):
  - NHL All-Star Game
  - Pierwsze miejsce w klasyfikacji strzelców w sezonie zasadniczym: 61 goli
  - Drugie miejsce w klasyfikacji kanadyjskiej w sezonie zasadniczym: 127 punktów
  - Drugi skład gwiazd
- NHL (1976/1977):
  - NHL All-Star Game
- NHL (1977/1978):
  - NHL All-Star Game
  - Lester Patrick Trophy
- NHL (1979/1980):
  - NHL All-Star Game

Wyróżnienia
- Order Kanady: 1972
- Lou Marsh Trophy: 1972
- National Italian American Sports Hall of Fame: 1981[3]
- Hockey Hall of Fame: 1984
- Jego numer 7 został zastrzeżony dla zawodników klubu Boston Bruins: 1987
- Galeria Sławy Sault Ste. Marie: 2007 (wraz z bratem Tonym)
- Italian Walk of Fame (Włoska Galeria Sławy) w Toronto: 2009[4][5]
- W rodzinnym Sault Ste. Marie jego imieniem nazwano park, w którym ustanowiono pomnik jego upamiętniający
- Jego pomnik ustanowiono przed lodowiskiem klubu Tampa Bay Lightning, St. Pete Times Forum w Tampie: 2011